# The Whitest Kids U' Know
The Whitest Kids U' Know är en amerikansk humorgrupp från New York. Gruppen består av Trevor Moore, Sam Brown, Zach Cregger, Timmy Williams, och Darren Trumeter, men andra skådespelare har också medverkat i vissa sketcher.